# William Hervey Woods
William Hervey Woods (Houston, Texas; 14 de septiembre de 1931-Ixcán, Guatemala; 20 de noviembre de 1976) también conocido como Guillermo Woods fue un sacerdote católico sirviendo en Centroamérica a mediados del siglo XX. Nació en Houston, Texas, el 14 de septiembre de 1931 y murió el 20 de noviembre de 1976 en un accidente en avioneta en dirección de Ixcán, cerca de Quiché, Guatemala.
Asistió a la escuela secundaria St. Thomas en Houston. Comenzó sus estudios para el sacerdocio en Glen Ellyn. Después de la ordenación el 14 de junio de 1958, fue asignado a Centroamérica y paso toda su vida sacerdotal trabajando por el pueblo de Guatemala. Pertenecía al Catholic Foreign Mission Society of America.
El padre Woods estaba trabajando en varios proyectos. Uno, un proyecto de colonización tenía como objetivo obtener tierras para los pobres sin tierra de las montañas de Huehuetenango. Un Programa de enorme alcance, implicó el reasentamiento de varios miles de familias, la introducción de técnicas de desarrollo comunitario y la capacitación de líderes locales. Un servicio importante al que contribuyó Bill fue el transporte aéreo de ancianos, enfermos y aquellos que de otro modo no podrían viajar por tierra al proyecto de la jungla. Otra faceta del trabajo del padre Woods fue un proyecto de viviendas en las afueras de la ciudad de Guatemala, diseñado para aliviar la escasez de viviendas provocada por el desastroso terremoto de febrero.
El padre Woods era muy serio y dedicado a su trabajo, tenía una personalidad muy agradable y un fino sentido del humor.
La Misa Funeraria y el entierro fueron en Huehuetenango, Guatemala el 23 de noviembre de 1976.